# Wael al-Halki
Wael Nader al-Halki (en arabe : وائل الحلقي), né le 4 février 1964 à Jassem (Syrie), est un homme d'État syrien. Il est Premier ministre de 2012 à 2016.

## Biographie
Devenu ministre de la Santé en avril 2011, il est nommé Premier ministre le 9 août 2012 par le président Bachar el-Assad,. 
Le 29 avril 2013, il est victime d'un attentat à la voiture piégée,.
Le 3 juillet 2016, il est remplacé par Imad Khamis à la tête du gouvernement.